# 德刚伍公祠
鳌头抗日自卫队成立旧址，又称德刚伍公祠，位于中国广东省肇庆市高要活道镇鳌头村世德堂。2005年8月9日，列入高要市文物保护单位。